# Franco Watson
Franco Nahuel Watson (Córdoba, 25 de julio de 2002) es un futbolista argentino. Juega de mediocampista y su equipo actual es Huracán, de la Primera División.

## Trayectoria
Watson entró a las inferiores de Instituto a los siete años, y fue promovido al primer equipo en 2021. Debutó en Instituto el 4 de enero ante Quilmes por la B Nacional. Firmó su primer contrato con el club el 22 de abril de 2022. Formó parte del plantel que ganó el ascenso a la Primera División en la temporada 2022.

## Clubes
Actualizado al último partido disputado el 3 de julio de 2023.
| Club                | Div.          | Temporada     | Liga  | Liga  | Copas nacionales | Copas nacionales | Copas internacionales | Copas internacionales | Total | Total |
| Club                | Div.          | Temporada     | Part. | Goles | Part.            | Goles            | Part.                 | Goles                 | Part. | Goles |
| ------------------- | ------------- | ------------- | ----- | ----- | ---------------- | ---------------- | --------------------- | --------------------- | ----- | ----- |
| Instituto Argentina | 2.ª           | 2020-21       | 3     | 0     | 0                | 0                | —                     | —                     | 3     | 0     |
| Instituto Argentina | 2.ª           | 2021          | 15    | 0     | 0                | 0                | —                     | —                     | 15    | 0     |
| Instituto Argentina | 2.ª           | 2022          | 25    | 6     | 0                | 0                | —                     | —                     | 25    | 6     |
| Instituto Argentina | 1.ª           | 2023          | 16    | 0     | 0                | 0                | —                     | —                     | 16    | 0     |
| Instituto Argentina | Total club    | Total club    | 59    | 6     | 0                | 0                | 0                     | 0                     | 59    | 6     |
| Total carrera       | Total carrera | Total carrera | 59    | 6     | 0                | 0                | 0                     | 0                     | 59    | 6     |

## Vida personal
Es hijo de Sergio Watson, exfutbolista, y su hermano  Nicolás también es futbolista.